# William de Tracy

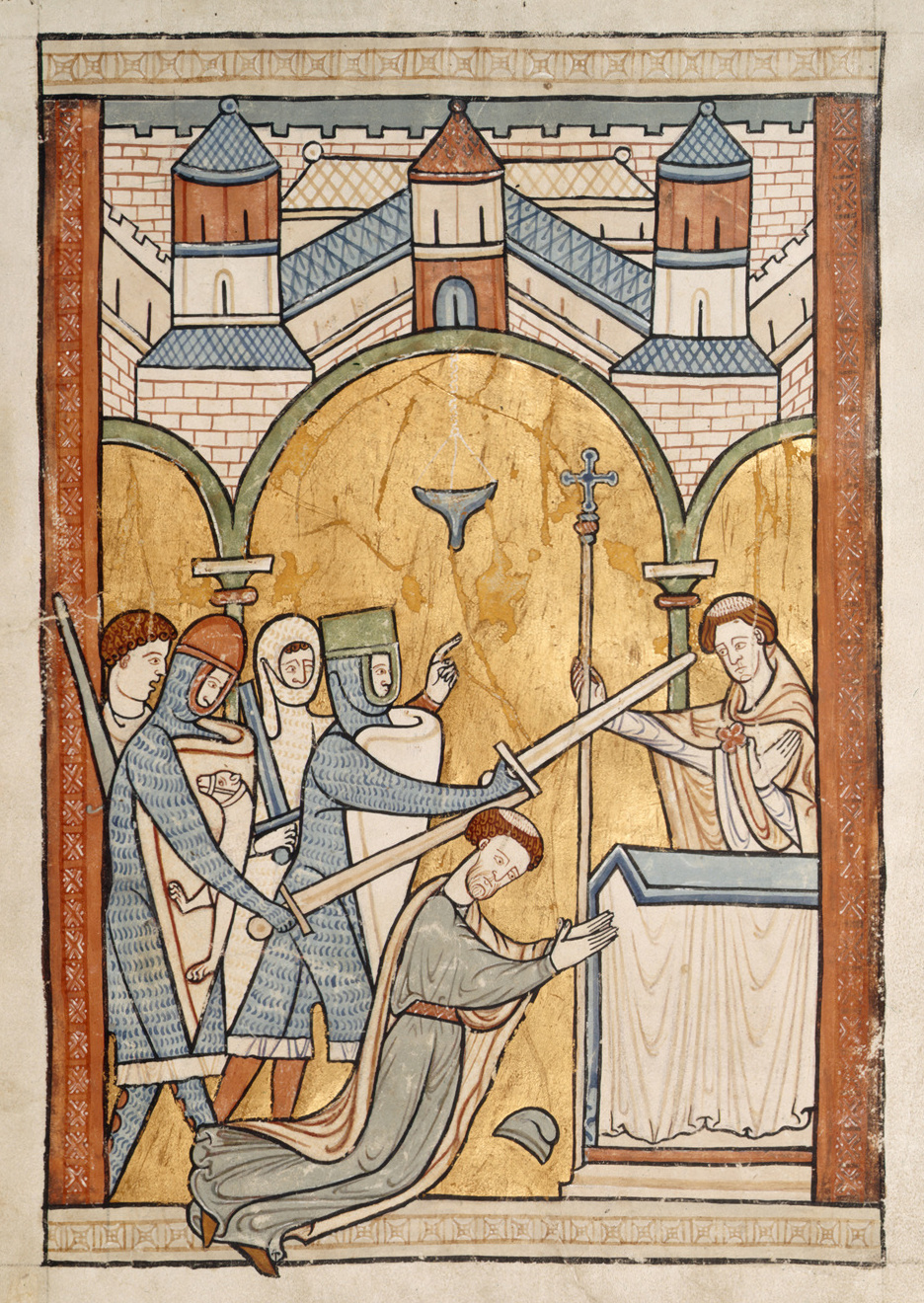
Zeitgenössische Darstellung der Ermordung des Bischofs Thomas Becket

Sir William de Tracy († um 1189) war ein englischer Ritter. Er ist bekannt als einer der vier Ritter, die im Dezember 1170 Thomas Becket, den Erzbischof von Canterbury, ermordeten.

## Familie
William de Tracy war er der jüngere Sohn des John de Sudeley aus dessen Ehe mit Grace de Tracy. Während sein älterer Bruder Ralph de Sudeley († um 1192) seinen Vater beerbte, erhielt William aus dem Nachlass seiner Mutter die feudale Baronie Bradninch in Devon und nahm deren Familiennamen an. Er wurde auch Gutsherr von Toddington in Gloucestershire und Moretonhampstead in Devon und besaß weitere Ländereien bei Passais in der Normandie.
William erscheint erstmals in einer Urkunde seines älteren Bruders Ralph de Sudeley, in der den Mönchen von Gloucester Abbey das Gut Yanworth bei Cirencester zugewiesen wird. Zwei der Zeugen dieser Urkunde lebten auf dem Besitz der Tracys in der Normandie, und zwei der englischen Zeugen bezeugten 1146 eine frühere Urkunde von Henry de Tracy mit dem Kloster in Barnstaple.
William de Tracy machte mildtätige Spenden in Frankreich, erbaute und stiftete ein Haus für Leprakranke in Couesmes-en-Froulay im Département Mayenne. Zusätzlich machte er Geschenke an das Kloster St. Stephan, Le Plessis-Grimoult, in dem Land gelegen, das den de Tracys gehörte, bevor alle nach England kamen.

## Thomas Becket
William de Tracy war einer der vier Ritter, die Thomas Becket, den Erzbischof von Canterbury, ermordeten. Nach dem Verbrechen drangen sie in den Palast des Erzbischofs ein und plünderten päpstliche Bullen und Verträge, Gold, Silber, Gewänder, Bücher und kirchliche Gegenstände. König Heinrich II. unternahm nichts, um die Ritter festzunehmen, vielmehr riet er ihnen, nach Schottland zu fliehen. Er zog ihre Besitzungen für kurze Zeit ein, die sie nach einer Weile jedoch wieder erhielten. Sie blieben nur kurz in Schottland und kehrten nach Knaresborough in Yorkshire zurück, das Hugh (Hugo) de Morville, einem der vier Mörder, gehörte.

## Wohltaten
Es ist gesichert, dass Hugh de Morville, Richard Brito (Le Breton) und William de Tracy eine Kirche in Alkborough nahe Scunthorpe in South Humberside erbauten. Dort war bis 1690 die Stiftung an der Kanzel auf einem Gedenkstein vermerkt.
Der Name der Stadt Bovey Tracey setzt sich aus dem Namen des Flusses Bovey, an dem die Stadt liegt, und dem der Familie der „de Tracey“ zusammen. Diese stammten aus Tracy-Bocage nahe Bayeux und siedelten sich nach der Eroberung Englands durch die Normannen 1066 hier an. Sir William errichtete die Kirche St. Peter, Paul und Thomas nach 1170 als Buße für seine Beteiligung an der Ermordung des Erzbischofs. Außerdem stiftete er der Kirche von Lapford in Devon, die Thomas Becket gewidmet war, einen Turm, eine Kanzel und eine Vorhalle.

## Exkommunikation
Diese Stiftungen beeindruckten Papst Alexander III. nicht. Er exkommunizierte William und die anderen Mörder am 25. März 1171. William brach im September nach Rom auf. Die Abreise der anderen wurde verhindert, weil zwei von ihnen (FitzUrse und de Morville) 1173/74 in eine große Rebellion gegen König Heinrich II. verwickelt waren. Die Mörder des Erzbischofs erlangten ihre Audienz beim Papst, der ihnen trotz ihrer Reue auftrug, ins Exil zu gehen und einige Jahre nach Jerusalem zu gehen, um dort zu kämpfen. Nach gegebener Zeit sollen sie nach Rom zurückkehren.

## Tod und Bestattung
Es gibt Spekulationen, was als Nächstes geschah. Herbert of Bosham sagte, dass de Tracy das Heilige Land nie erreichte und 1174 in Cosenza in Süditalien an Lepra gestorben sei. Der gegenwärtige Lord Sudeley stellt nach seinen Untersuchungen die Aussage von Herbert in Abrede und zieht ein spektakuläreres Ende vor. Traceys Reise in den Orient ist von Romwald, dem Erzbischof von Salerno bezeugt. Roger Hovenden gibt an, dass der Papst den Rittern auftragen habe, sollte einst ihre Pflicht erfüllt sein, sollen sie die Heiligen Plätze aufsuchen und dann in den Schwarzen Bergen von Antiochia alleine für den Rest ihres Lebens in Gebet, Andacht und Klage leben. Hovenden denkt, de Tracy wäre ein Einsiedler geworden. Außerdem seien die Leichen der Ritter nach ihrem Tod in Jerusalem vor dem Tor des Tempels beigesetzt worden. Eine andere Überlieferung besagt, dass die toten Ritter nach Brean Down, einer Insel vor Weston-super-Mare überführt wurden.

## Nachkommen
Ein heute lebender Nachkomme der de Tracy ist nachweislich Reverend Canon Jonathan Anthony de Burgh Wilmot, Sohn von Anthony Talbot de Burgh Wilmot. Jedoch stellte der Master of the Rolls im Jahr 1969 der Königinmutter Elizabeth Lord Sudeley als Nachkommen der de Tracy vor.